# Harry Lester

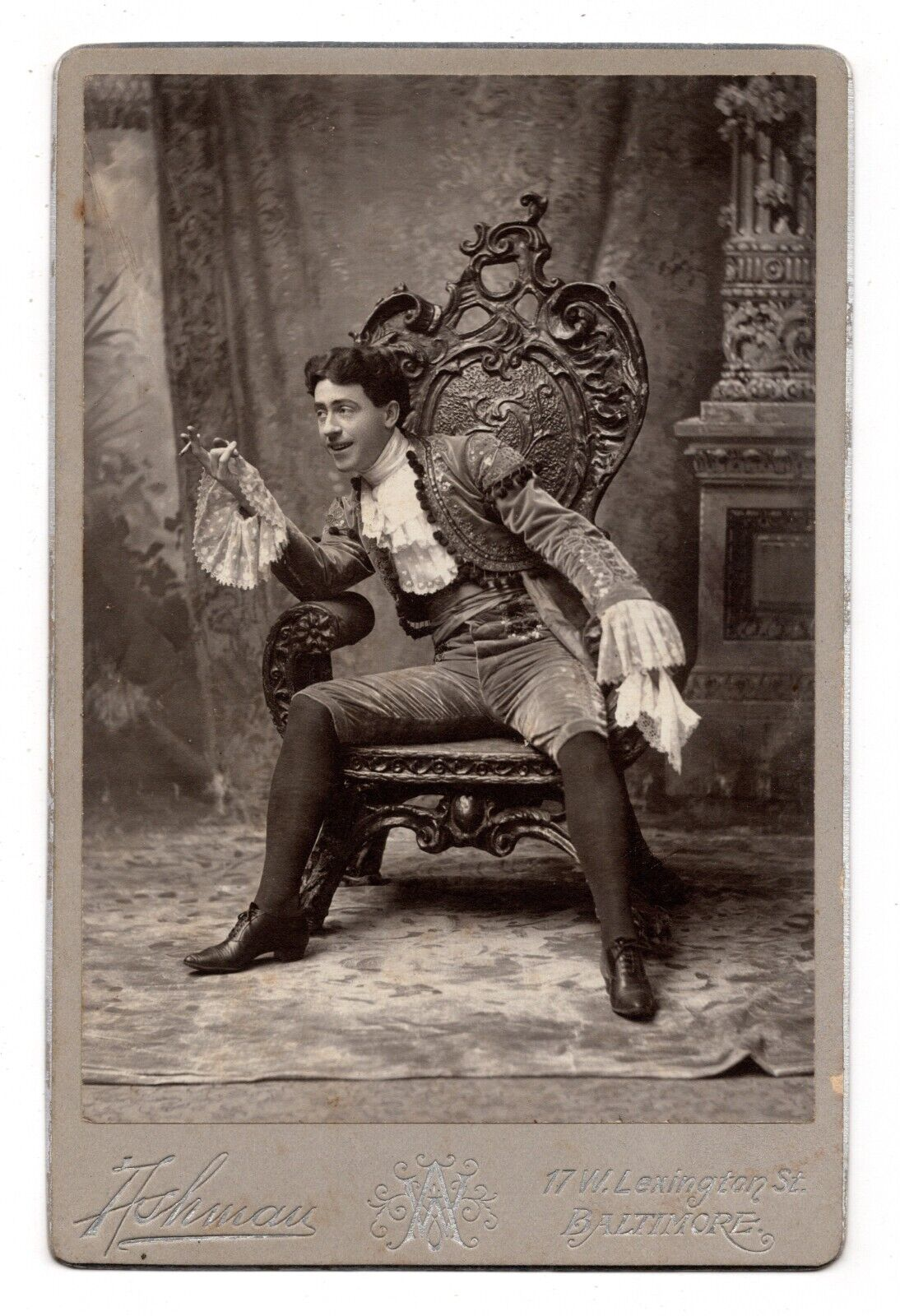
El jove Harry E. Lester de 1897 a Thanes, l'ou.

Harry Lester   (Polònia, 8 de setembre de 1878 - Los Angeles, 14 de juliol de 1956) nascut com a Maryan Czajkowski, va ser més conegut pel seu nom artístic The Great Lester, va ser un ventríloc de vodevil polonès-estatunidenc influent.

## Ventríloc
Lester afirmava que havia esculpit ell mateix el seu ninot, Frank Byron Jr., quan era jove. Coronet va citar Frank Marshall de Chicago com el seu escultor. La procedència més probable de Frank Byron Jr., però, indica que provenia del taller de Chicago de Theo Mack & Son, probablement uns quants anys abans que Frank Marshall hi treballés.
És anomenat com l"avi de la ventriloquia moderna", Lester afirmava ser el primer a beure aigua mentre el seu ninot parlava; tanmateix, Joe Laurie assenyala que aquest truc es va realitzar per primera vegada el 1821, molt abans que naixés Lester.
Un dels actes més destacats de Harry Lester va ser una escena on va invocar el Cel i l'Infern a la recerca de la seva germana. També va ser el primer que va caminar entre el public mentre el seu ninot xiulava.

## Llegat
Harry Lester també va ser un destacat professor de l'art de la ventriloquia, havent desenvolupat un rigorós programa d'exercicis de respiració i articulació de la parla. Es va animar els estudiants a fer enregistraments en cinta de les seves sessions amb Lester i, com a resultat, hi ha molts exemples del seu curs que es poden escoltar i diverses enregistraments d'estudiants s'han posat a la venda comercialment. Edgar Bergen, un dels ventrílocs més famosos de tots els temps, va sentir la vocació veient un dels seus espectables i va ser ser un dels alumnes del Gran Lester.
La personatge/ninot principal de Lester, Frank Byron Jr., resideix ara al Museu Vent Haven de Fort Mitchell, Kentucky .